# Mouilleron-le-Captif
Mouilleron-le-Captif är en kommun i departementet Vendée i regionen Pays de la Loire i västra Frankrike. Kommunen ligger i kantonen La Roche-sur-Yon-Nord som tillhör arrondissementet La Roche-sur-Yon. År 2022 hade Mouilleron-le-Captif 5 209 invånare.

## Befolkningsutveckling
Antalet invånare i kommunen Mouilleron-le-Captif
| Referens: INSEE |